# Cabañas (La Paz)
Cabañas è un comune dell'Honduras facente parte del dipartimento di La Paz.
Il comune venne istituito il 9 marzo 1897.